# Mimomacrochia pfanneri
Mimomacrochia pfanneri là một loài bọ cánh cứng trong họ Cerambycidae.